# Braconella elegans
Braconella elegans är en stekelart som beskrevs av Masi 1944. Braconella elegans ingår i släktet Braconella och familjen bracksteklar. Inga underarter finns listade.